# Haig Bodden Sports Centre
G. Haig Bodden Sports Centre – stadion piłkarski znajdujący się w mieście Bodden Town na Kajmanach. Swoje mecze rozgrywa na nim drużyna piłkarska Bodden Town FC. Stadion może pomieścić 1500 osób.